# Campionato lussemburghese di pallavolo maschile
Il campionato lussemburghese di pallavolo maschile è un insieme di tornei pallavolistici per squadre di club lussemburghesi, istituiti dalla FLVB.

## Struttura
- Campionati nazionali professionistici:

Division Nationale: a girone unico, partecipano otto squadre.
- Campionati nazionali non professionistici:

Division 1: a girone unico, partecipano otto squadre.
Division 2: a girone unico, partecipano otto squadre.
Division 3: a girone unico, partecipano cinque squadre.